# Hits for Kids
Hits for Kids är en serie samlingsskivor (cd) med populärmusik för barn och ungdomar, utgivna i Sverige av Universal Music Group sedan slutet av 1990-talet. Minst 19 skivor har utgivits i den svenska serien. Serier med samma namn har också släppts i Danmark och Norge.
| Album                         | Utgivningsdatum   | Diskografi hos MusicBrainz | Kommentar  |
| ----------------------------- | ----------------- | -------------------------- | ---------- |
| Hits for Kids                 | 1998              |                            |            |
| Hits for Kids 2               | 1999              |                            |            |
| Hits for Kids 3               | 1999              |                            |            |
| Hits for Kids 4               | 2000              |                            |            |
| Hits for Kids 5               |                   |                            |            |
| Hits for Kids 6               |                   |                            |            |
| Hits for Kids 7               |                   |                            |            |
| Hits for Kids 8               | 2002              |                            |            |
| Hits for Kids 9               |                   |                            |            |
| Hits for Kids 10              | 29 september 2003 |                            | dubbel-cd  |
| Hits for Kids 11              |                   |                            |            |
| Hits for Kids Sommarlov 2004  | 2004              |                            |            |
| Hits for Kids 12              | 1 december 2004   |                            |            |
| Hits for Kids 11              | 2005              |                            |            |
| Hits for Kids 14              | 25 november 2005  |                            |            |
| Hits for Kids 15              | 26 april 2006     |                            |            |
| Hits for Kids 16              | 22 november 2006  |                            |            |
| Hits for Kids 17              | 23 maj 2007       |                            |            |
| Hits for Kids 18              | 21 november 2007  |                            | CD och DVD |
| Hits for Kids 19              | 4 juni 2008       |                            |            |
| Hits for Kids - Greatest Hits | 25 november 2009  |                            |            |